# 백새은
백새은(1990년 1월 17일 ~)은 대한민국의 가수다.

## 방송
- 스타 오디션 위대한 탄생 (시즌 1) (2010) - Top10 (9위)

## 음반
- 스타오디션 위대한 탄생 Part 2. - 위대한 팝송 부르기 (2011)
- 뿌듯한 하루. (2011)
- Words Of Consolation (2011)
- Pure Love Of The Great Birth - White (2011)
- 슈퍼스타 싸홀 - 시즌1 (2011)

### 블랑
- 연애가 끝났다 OST (2016)